# Pachylocerus unicolor
Pachylocerus unicolor là một loài bọ cánh cứng trong họ Cerambycidae.